# Грајска вас
Грајска вас (словен. Grajska vas) је насељено место у општини Брасловче, Савињска регија, Словенија.

## Историја
До територијалне реорганизације у Словенији била је у саставу старе општине Жалец.

## Становништво
У попису становништва из 2011. године, Грајска вас је имала 353 становника.
| Број становника према пописима | Број становника према пописима | Број становника према пописима |
| ------------------------------ | ------------------------------ | ------------------------------ |
| 1991                           | 2002                           | 2011                           |
| 297                            | 300                            | 353                            |

Напомена: Године 1953. повећано за насеље Добравац, које је укинуто. Године 2009. вршене су мање размене територија између насеља Грајска вас и Капља вас (Преболд).